# Катасон
Катасо́н — посёлок в составе Будённовского района (муниципального округа) Ставропольского края России.

## География
На северо-востоке: посёлок Левобережный
На востоке: хутор Горный
На юге: посёлок Полыновский
На севере-западе: село Покойное
Расстояние до краевого центра: 184 км.
Расстояние до районного центра: 20 км.

## Название
Происхождение названия посёлка турецкое и происходит от слов «кыта» (kita) — «воинская часть, воинское подразделение» и «сон» (son) — «последний, конечный». То есть «кыта сон» по-турецки означает крайнюю, выдвинутую на последний рубеж (предел) воинскую часть.

## История
Основан 1 мая 1954 года.
До 16 марта 2020 года посёлок входил в упразднённый Покойненский сельсовет.

## Население
| 1989 | 2002 | 2010 | 2012 | 2014 |
| ---- | ---- | ---- | ---- | ---- |
| 446  | ↗537 | ↗559 | ↗594 | ↗600 |

По данным переписи 2002 года в национальной структуре населения преобладают русские (95 %).

## Известные жители
В Катасоне до своей кончины жила Мария Ивановна Лунёва (в девичестве — Золотарёва) (22 декабря 1923—1993) — передовик советского сельского хозяйства, звеньевая виноградарского совхоза «Прасковейский» Министерства пищевой промышленности СССР, Будённовский район Ставропольского края, Герой Социалистического Труда (1950).

## Инфраструктура
- Средняя общеобразовательная школа № 8
- Фельдшерско-акушерский пункт[10]